# 蒋毅 (1922年)
蒋毅（1922年12月-2021年3月9日），山西和顺人，中华人民共和国政治人物，中华全国总工会原副主席、书记处书记，第六届全国政协委员。